# Utricularia georgei
Utricularia georgei är en tätörtsväxtart som beskrevs av Peter Geoffrey Taylor. Utricularia georgei ingår i släktet bläddror, och familjen tätörtsväxter. Inga underarter finns listade i Catalogue of Life.